# モンゴルのチベット侵攻

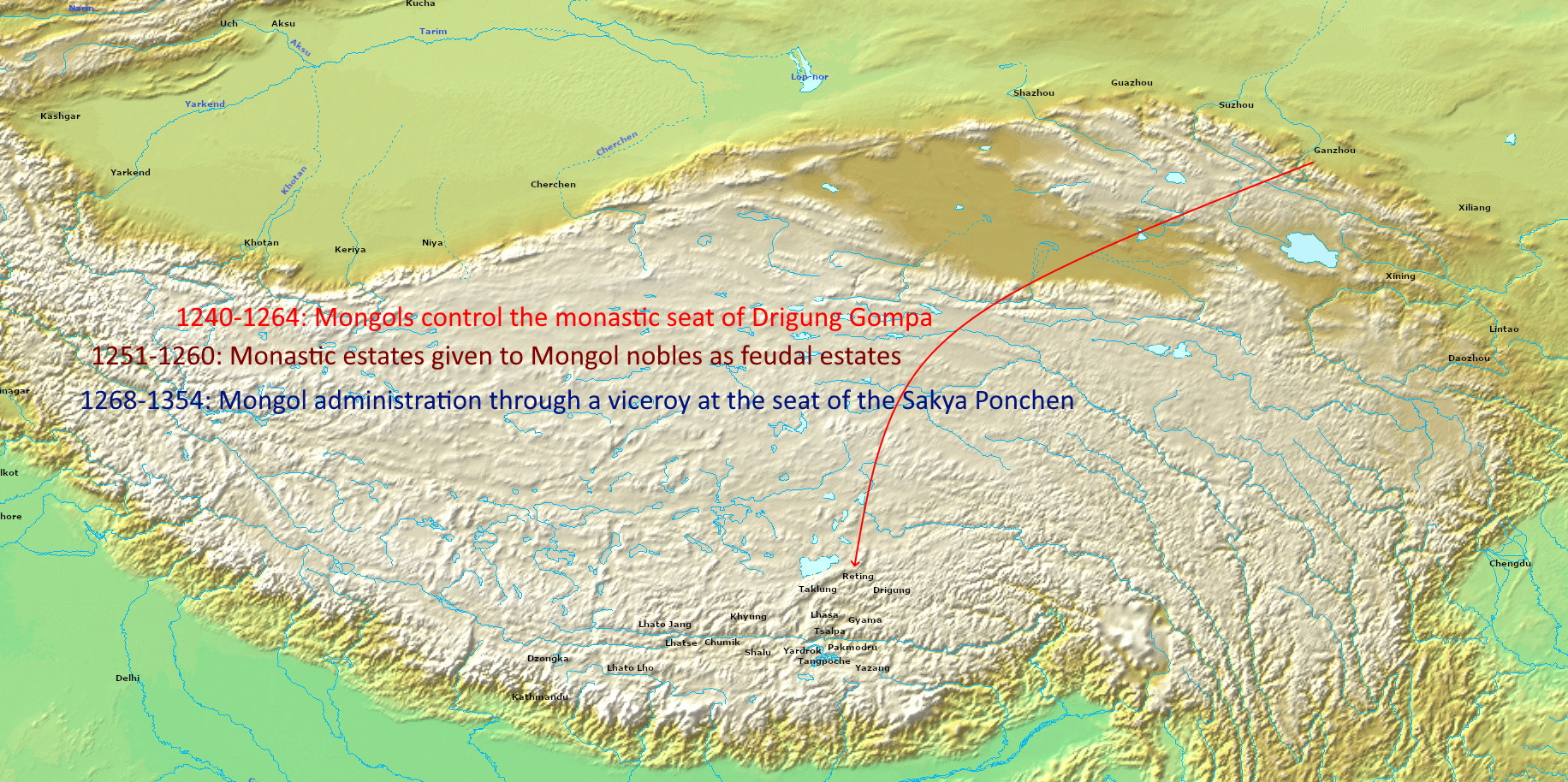
モンゴル軍のチベットへの侵入経路

モンゴルのチベット侵攻（モンゴルのチベットしんこう）は、1240年から1244年まで複数回起こったモンゴルによるチベットへの侵攻である。チベット・モンゴルにおける伝承では即位直後のチンギス・カンがチベット侵略を企てたとされるが、これは史実とは考えられていない。史上始めてモンゴル軍がチベットに本格的に進出したのは、1240年にコデン配下の将軍ドロアダイが行ったチベットへの侵攻である。
また、1240年代後半にはモンゴルの皇族コデンがチベット仏教サキャ派のサキャ・パンディタを招き、パンディタは他のチベットの有力者にモンゴルの権威に服従するよう促した。これがモンゴルのチベット支配の始まりであり、この時モンゴル人とチベット人の間に「施主・帰依処関係」が確立したと一般に考えられている。サキャ派を通じたモンゴルによるチベット支配は、大元ウルスが崩壊し始める14世紀半ばまで続いた。

## チベットとモンゴルの邂逅
後世、モンゴルとチベットは密接な関係を有したことから、両国の最初の接触については様々な伝承が語られている。有名なところでは、17世紀にサガン・セチェンが編纂した『蒙古源流』は両国の最初の接触について以下のように記している。
『蒙古源流』以後に編纂されたモンゴル年代記もおおむね同様の記述をしており、「チンギス・カンの時代にモンゴル・チベット両国は初めて接触した」という伝承は広く共有されていたようである。
しかし、この伝承は明らかに「チンギス・カンによるタンゲート遠征」を改変したものであり、史実とは認められない。ここで言う「チンギス・カンのチベットへの出馬」は1205年-1207年の第一次・第二次西夏出兵、「チベット王クンガ・ドルジェ」は西夏国主襄宗、「イルフ」は西夏に亡命したケレイトの王子イルカ・セングンをそれぞれ指すと考えられる。
ただし、近年の研究ではタングート=西夏国もまたチベット仏教の影響を受けていたことが明らかにされており、モンゴル帝国も西夏国を通じてチベット人・チベット仏教に接触していたのではないかと指摘されている。特に、モンゴル帝国によるチベット支配を象徴する「帝師」制度は、西夏国に由来するものであるとする説が2010年代より提唱されているが、西夏国とチベット仏教の関係についてはなお不明な点が多い。しかしいずれにせよ、チンギス・カンの時代にモンゴル軍がチベット高原に進出したことはなく、初めてモンゴル軍がチベットに侵攻するのは第2代皇帝オゴデイの治世のこととなる。

## コデンによる侵攻（1240-1241年）

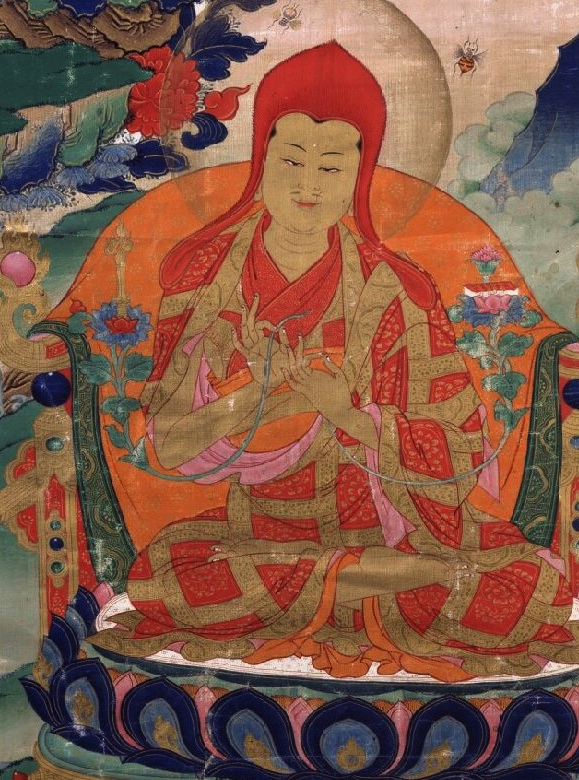
サキャ・パンディタ

1229年に即位した第2代皇帝オゴデイは即位後最初の大事業として金朝親征を敢行し、1234年に金朝が滅亡するとオルホン川渓谷で再びクリルタイを招集した。このクリルタイにおいてオゴデイはバトゥを総司令とする西方（ヨーロッパ）遠征とクチュを総司令とする南方（南宋）遠征の実施を決め、この時南方遠征軍の「右翼軍（-西部方面軍）」の指揮官として抜擢されたのがコデンであった。コデンは1235年よりまず汪世顕ら陝西地方の金朝残党を平定し、1236年からは配下におさめた汪世顕とともに南宋領四川地方に侵攻した。この頃、コデンはチベット系有力者の趙阿哥潘を帰順させた上、「吐蕃の酋長を招論」したとの記録があり、既にチベットへの進出を射程に入れていたようである。
1238年頃、四川への侵攻から帰還したコデンは本拠地の西涼に戻り、遂に1239年よりチベット侵攻軍を派遣した。チベット語史料の伝える所によると、コデンの派遣した「ドルタ・ナクポ（Dor ta nag po）」なる武将がラサの東北のラデン（Ra-skreng）寺で僧侶500人を殺し、ギェルラカン（rGyal Lha-khang）寺を劫掠したという。しかし、恐らくは1241年にオゴデイが急死したため、バトゥのヨーロッパ遠征軍と同様にチベット侵攻軍も道半ばにして撤退した｡ この時のチベット侵攻については同時代のモンゴル側の史料に記録がなく、侵攻の目的・戦果等については不明な点が多い。
モンゴル軍の侵攻に驚いたチベットの首長たちは協議して請和使を派遣することを決め、まずヤルルン（Yar klungs）家のデシ・ジョガ（sDe srid jo dga）とツェルパ（Tshal pa）のクンガ・ドルジェ（Kun dga rdo rje）が派遣されたとされるが、彼らの交渉がどうなったかについては記録がない。一方、モンゴルのチベット支配史上特筆されるのが、サキャ派の座主サキャ・パンディタ（Sa skya paṇḍita）の招請である。1244年、当時63歳であったサキャ・パンディタはロドゥ・ギェンツェン（bLo gros rgyal mtshan、後の「帝師」パクパ）とチャクナ・ドルジェ（Phyag na rdo rje）という2人の甥を伴ってチベットを発ち、1247年にグユクの即位式から戻ったコデンと涼州で会談し、『呼金剛』の灌頂と講義を行ったという。
サキャ・パンディタがコデンの下を訪れたのは、モンゴル帝国が征服国に課す義務の中で「被征服国の支配者が自らモンゴル宮廷に出仕する」義務を果たすため、また2人の甥を同行したのは「王子をケシク（宿衛）に差し出す」義務を果たすためであったと考えられている。15世紀に成立した『漢蔵史集』はコデンとサキャの関係が「サキャ派とモンゴルが互いに関係するはじまりである」と述べており、後世のチベットでコデンとサキャの面会がモンゴル-チベット関係の重要な画期とみなされていたことが窺える。
一方、2010年代に入って紹介された西夏文字文書の一つに「皇帝太子ko tja」の福徳を祈願するため「癸卯年冬に記された」との記述があり、文書の内容から「ko tja」はコデンを、「癸卯年」は1243年を指すと考えられる。この文書は都市や国家鎮護を祈願する際に用いられた白傘蓋教を西夏語に訳したものであるが、表題にチベット語が付されているほか、チベット語文からの影響が強く見られるため、チベット語教典から翻訳されたものと見られている。この文書の存在により、モンゴルはサキャ・パンディタの紹介を経て始めてチベット仏教と接したのではなく、既に西夏国遺民を通じてチベット仏教信仰を受容していたことが明らかとなっている。

## モンゴル諸王のチベット分割
チベット語史料の『ラン・ポティセル』は、モンケ時代のチベット政策について以下のように記述している。
そもそも、モンゴル帝国には征服した人民・土地をトゥメン（万人隊）に再編した上で諸王・ 功臣に分配するという慣習があり、華北地方ではこのようなモンゴル諸王に分配された権益を「投下」と呼称していた。このようなモンゴル諸王とチベット諸派との関係はチベット文献で「施主・帰依処関係を結んだ」とも表現されるが、これはまさにモンケ・カアンの治世にチベットの権益がモンゴル諸王に「投下」として分割されたことを指すと考えられる。ただし、モンゴル高原から遠く離れたチベットから租税を納めるのは非効率的であり、ここでは占有権を認められた教団から独占的に僧侶を招聘する権利で以て徴税権に代えたものと推測される。
また、モンケは弟のクビライを東アジア方面軍の司令官に起用し、一族の所領である京兆府一帯をクビライに分け与えた。この頃、サキャは既に亡くなっていたがその甥のパクパは涼州に滞在しており、クビライの出鎮を聞くとコデンの息子のモンゲドゥを仲介として京兆府付近の六盤山で面談した。このクビライとパクパの面談はチベット-モンゴル関係史上の画期として後世の諸史料で特筆されており、特に後代のモンゴル年代記では「パクパの名声を知ったクビライがパクパを招聘した」という筋書きで言及されることが多い。ただし、現実的にはクビライの側にとってそれまで四川・チベット方面の経略を担当していたコデン家との利害調整こそが本来重要であり、クビライとパクパの面談もその布石の一つに過ぎなかったものと指摘されている。
この後、クビライは雲南遠征のために東部チベットを南下している間にカルマ派のカルマ・パクシとも面会しているが、カルマ・パクシはモンケの招聘を受けて首都のカラコルムに赴き、結局はモンケと「施主・帰依処関係｣を結んだ（カルマ派はモンケ家の投下となった）。カルマ・パクシはいわゆる「道仏論争」に出席して名を残したが、クビライでなくモンケに仕える道を選んだことは後のサキャ派とカルマ派の勢を決定的に分かつことになった。

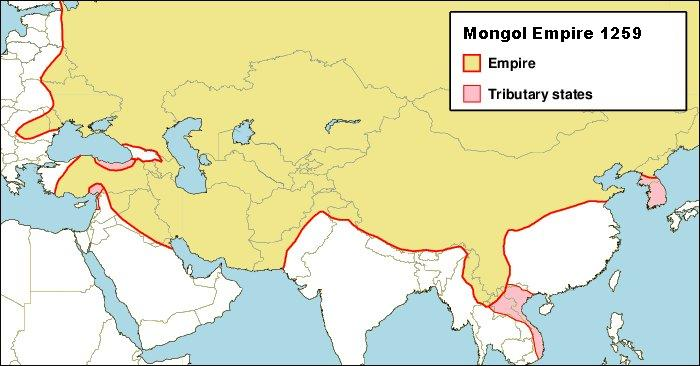
1259年のモンゴル帝国（赤は臣従国）

1259年にモンケが急死すると弟のクビライとアリクブケの間で内戦が勃発したが、首都のカラコルムを抑えるアリクブケの方が正当性では上であり、クビライは各所において味方を増やす必要に迫られていた。この情勢の中で抜擢されたのがパクパで、パクパは「チベットをクビライの側につけること」と「宗教界を統率しクビライの王権を正当化すること」を目的に、内戦勃発直後の1260年に「国師」に任じられた。パクパはクビライの期待に応えて自傘蓋仏事の開催、大護国仁王寺の起工、パクパ文字の制定等「皇位の正当性や王権を目に見える形で表象・具象する施策」を次々に実行に移して自らの地位を確立し、このように内戦下にあってパクパに課せられた任務が後にチベットを管轄する宣政院に引き継がれたと指摘されている。

## チベットの内乱への介入
パクパの尽力により、表面上は大過なくチベットはクビライ政権の支配下に入ったと見られたが、内部においてはチベット史上最初の外部からの支配勢力であるモンゴルに対する不満が渦巻いていた。最初に兵乱を起こしたのはサキャ派のポンチェンであるクンガ・サンポで、1274年に帝師の地位を辞したパクパが帰国する際に「クンガ・サンポが （パクパに対する）制約を破った」との報告がなされたことから、クンガ・サンポに対する討伐軍が派遣されることになった。「クンガ・サンポの乱」はパクパとクンガ・サンポの個人的対立のみならず、サキャ派全体を巻き込んだ内乱であったようで、サキャ派の東派（シャルパ）・西派（ヌプパ）・中間派（クンパ）・新房派（カンサルパ）の4系統の内、東派（シャルパ）と新房派（カンサルパ）がパクパに味方し、西派（ヌプパ）がサンガに味方したようである。
『漢蔵史集』には、クンガ・サンポの討伐に当たってサンガが「主力のモンゴル軍7万戸の他に、ドトー［＝東チベット］、ドメー［＝現在の青海省］［からの軍隊］とを合わせれば10万を越えることになり、それで［十分］制圧できます」と進言したとあり、『元史』の記述とあわせて純モンゴル兵を率いる安西王マンガラ・諸王ジビク・テムルと、チベットでの現地徴発兵を率いる西平王アウルクチ・駙馬ジャンギらによってヘルナムチャロクツァン（ギャンツェ付近の城塞）に拠るクンガ・サンポは討伐されたようである。
クンガ・サンポの乱から約10年後、今度はサキャ派にも拮抗する大勢力のディクン派が1285年兵を挙げた。ディクン派はモンケ家と「施主・帰依処関係｣ を結んだ勢力であり、内戦後にクビライ政権-サキャ派のヘゲモニーが確立したのに不満を抱き蜂起したものとみられる。『新マルポ史』によると、「ディクン派の乱」はディクン派の座主トクカパ＝リンチェンセンゲの7年目（1285年）にディクン派がチャユル派を攻めたことに始まり、この攻撃によってチャユル派は座主のツァントンが殺されて壊滅的な打撃を受けたとされる。
叛乱の火蓋を切ったディクン派のリンチェンセンゲは間もなく亡くなり、座主の地位はツァンキャパ＝タクパソナム、ついでドルジェイェシーに引き継がれたが、次第にディクン派とサキャ派の抗争は膠着状態に陥った。ディクン派の座主がドルジェイェシーに成った頃、サキャ派のポンチェンであったアクレンは「ツァンの軍（サキャ派の直属軍）」と「全万戸軍（ディクン派を除く各万戸から徴発された軍）」を率い、更に大元ウルスから派遣された鎮西武靖王テムル・ブカの援軍を得てディクン派に侵攻した。この侵攻によってディクン派の寺院は焼かれて1万人近くが殺されたという。また、サキャ派はこの機会を捉えてサキャ派が十分に浸透していないウー地方の諸寺院にも軍団を派遣し、チャル（Byar）・ロータク（Lbo brag）・モン（Mon）などが鎮圧されたとされる。また、パクモドゥ派はサキャ派への協力を拒んだために攻撃を受ける所であったが、座主のチャンションが弁明したためにサキャ派からの攻撃を免れている。
「クンガ・サンポの乱」および「ディクン派の乱」で特筆されるのは、クビライ政権＝サキャ派と対立する勢力が「上手のホル」と呼ばれる中央アジアの遊牧勢力と連携を結んだこと、また戦後処理の中で初めてサキャ派の支配が西部ガリ地方まで及んだことである。「ディクン派の乱」が起こった時点ではクビライ政権-サキャ派の支配は西部ガリ地方まで及んでおらず、恐らくディクン派はクビライ政権の手の及ばないガリ地方を通じて中央アジア方面との連携を図ったものとみられる。しかし、「ディクン派の乱」鎮圧戦を通じて西部ガリ地方にもクビライ政権の力が及ぶようになり、それまで中部ウーツァン地方のみを管轄していた「烏思蔵（ウー・ツァン）宣慰司」は正式に「烏思蔵納里速古児孫（ウー・ツァン・ガリコルスム）等三路宣慰使司都元帥府」と改名された。チベット語史料の側にもこれを裏付ける記録があり、『漢蔵史集』のジャムチにかかる記述には、1280年代頃にジャムチのルートがガリ地方まで延長されたことが示唆されているこれはまさしく、「ディクン派の乱」を経てクビライ政権の支配が西部ガリ地方まで及んだ結果、「上手のホル」対策のためジャムチのルートもガリ地方まで延長されたことを示すものと考えられる。
こうして、「クンガ・サンポの乱」「ディクン派の乱」といったチベットの内乱に介入することにより、クビライ政権はモンゴルによる支配をチベット奥地にまで浸透させ、サキャ派によるチベット支配（サキャ政権）を名実共に確立することに成功した。クビライ時代に確立された「サキャ政権」はパクモドゥ派のチャンチュプ・ギェンツェンが登場するまで約1世紀にわたってチベットを支配することとなり、チベット史に多大な影響を残すこととなった。